# Saturnin Zaff
Saturnin Zaff (* 1636 in Sils im Engadin; † 12. Januar 1707 in Chur) war ein Schweizer reformierter Geistlicher und Pädagoge.

## Leben
Saturnin Zaff besuchte 1656 die Universität Bern zum Studium der Theologie und legte zwei Jahre später zwei Jahre dort seine Disputation ab. Am 2. Juni 1659 wurde er in Davos in die evangelisch-rätische Synode aufgenommen, womit er Pfarrgemeinden im Freistaat der Drei Bünde übernehmen durfte. Zunächst besuchte er aber nach dem 25. November die Universität Heidelberg.
Von 1660 bis 1663 scheint Zaff Prediger der geheimen reformierten Gemeinde in Venedig gewesen zu sein. Dann kehrte er nach Graubünden zurück, um die Pfarrstelle in Soglio GR zu übernehmen. 1679 wechselte er an die Churer Regulakirche und nahm zugleich eine Stelle als Professor der Nikolaischule an. Mehrmals kam es zu Konflikten mit dem Pfarrer-Kollegen Johann Jakob Vedrosi.
Zaff unterrichtete seit 1680 an der Lateinschule. 1699 berief man ihn als ersten Schulleiter und Philosophielehrer an das Collegium philosophicum, das später eine bedeutende Ausbildungsstätte für die Bündner Bevölkerung wurde. Zusätzlich übernahm er 1706 das Dekanat des Gotteshausbundes sowie die Martinskirche.
Am 12. Januar 1707 verstarb Zaff in Chur. Er hatte sich besonders als Schulleiter verdient gemacht. Sein Sohn Nicolaus Zaff der Jüngere war ebenfalls ein reformierter Geistlicher.

## Werke
- Disputatio theologica de officio Christi mediatorio (Basel 1658)
- Christliche Leich-Predigt ider Ehren-Gedächtnuß des Gerechten. Salomon X.v7 Hans Luzi v. Moos, genannt Gugelberger, in Soglio 1.04.1672 (Basel ohne Jahr)
- Irdischer Göttern Sterblichkeit/Das ist eine Christliche Leich-Predigt bey Bestattung deß Gabriel Belis von Bellfort, 6.4. 1681 (Bonaduz 1681)